# Хоэнварт, Сигизмунд фон
Сигизмунд Эрнст фон Хоэнварт (нем. Sigismund Ernst von Hohenwart, подписывался как Зигмунд фон Хохенварт — Siegmund von Hochenwarth; 1745—1825) — епископ Линца и натуралист.

## Биография
Сигизмунд фон Хоэнварт родился 7 июня 1745 года в семье Сигизмунда Хоэнварта и Алоизии Киллау фон Эренштейн. Учился в школе в Лайбахе (Любляна), затем, будучи новицием, в Соборе Успения Девы Марии в Гурке. В 1768 году Хоэнварт стал лиценциатом теологии в Грацском университете. В 1785 году он стал деканом епархии Гурка, в 1787 году — викарием.
Помимо религиозной деятельности Хоэнварт также занимался изучением естественных наук. В 1799 году Хоэнвартом была предпринята первая попытка восхождения на гору Гросглокнер, однако вершины он не достиг. Впоследствии он путешествовал по горе ещё четыре раза. В 1792 году Хоэнварт и Йозеф Райнер издали книгу Botanische Reisen nach einigen oberkärnthnerischen und benachbarten Alpen, посвящённую флоре Альп.
В январе 1809 года Сигизмунд императором Францем II был назначен епископом Линца. Хоэнварт скончался 22 апреля 1825 года в Линце.

## Некоторые научные публикации
- Hochenwarth, S. von (1785). Beyträge zur Insektengeschichte. Schriften der Berlinischen Gesellschaft Naturforschender Freunde 6: 334—360.
- Hochenwarth, S. von (1792). Botanische Reisen nach einigen oberkärnthnerischen und benachbarten Alpen.

## Роды, названные в честь С. Хоэнварта
- Hohenwartha Vest, 1820 [= Carthamus L., 1753]